# Stygnoplus
Stygnoplus is een geslacht van hooiwagens uit de familie Stygnidae.
De wetenschappelijke naam Stygnoplus is voor het eerst geldig gepubliceerd door Simon in 1879. 

## Soorten
Stygnoplus omvat de volgende 11 soorten:
- Stygnoplus antiguanus
- Stygnoplus biguttatus
- Stygnoplus clavotibialis
- Stygnoplus flavitarsis
- Stygnoplus forcipatus
- Stygnoplus granulosus
- Stygnoplus longipalpus
- Stygnoplus meinerti
- Stygnoplus triacanthus
- Stygnoplus tuberculatus (=Stygnoplus dominicanus)